# Мусихин, Олег Анатольевич
Олег Анатольевич Мусихин (5 января 1964, Смоленск) — советский и российский футболист, защитник и полузащитник.

## Биография
Воспитанник смоленской СДЮСШОР-5. На взрослом уровне дебютировал в 1982 году в составе «Металлурга» (Магнитогорск) во второй лиге. Затем вернулся в Смоленск и за полтора года сыграл 4 матча в первой лиге за «Искру». Не выдержав конкуренции в родном клубе, перешёл в белорусскую команду КФК «Обувщик» (Лида), затем два сезона провёл в «Гомсельмаше» (Гомель). С 1987 года снова выступал за «Искру», вылетевшую к тому времени во вторую лигу, провёл в команде шесть сезонов.
В сезоне 1992/93 выступал за могилёвское «Торпедо», сыграл 15 матчей и забил один гол в высшей лиге Белоруссии. Автором гола стал 9 мая 1993 года в матче с витебским «КИМом» (1:1).
Вернувшись в Россию, провёл два сезона в составе новой смоленской команды «Кристалл». В 30-летнем возрасте завершил профессиональную карьеру.
После окончания спортивной карьеры работал в Смоленске директором любительского футбольного клуба «Аркада». По состоянию на 2018 год — директор физкультурно-оздоровительного комплекса «Динамо». Принимает участие в соревнованиях ветеранов.